# Ильино (Воскресенский район)
Ильино́ — деревня в Воскресенском муниципальном районе Московской области. Входит в состав городского поселения Хорлово. Население — 49 чел. (2010).

## География
Деревня Ильино расположена в южной части Воскресенского района, примерно в 4 км к востоку от города Воскресенска. Высота над уровнем моря 114 м. Рядом с деревней протекает река Медведка. В деревне 3 улицы, приписано 2 СНТ. Ближайшие населённые пункты — деревни Шильково и Ёлкино.

## История
В 1770 году сельцо Ильино Московской губернии располагалось при впадении речки Туренка в речку Медведку.
В 1926 году деревня входила в Шильковский сельсовет Колыберовской волости Коломенского уезда Московской губернии.
С 1929 года — населённый пункт в составе Воскресенского района Коломенского округа Московской области, с 1930-го, в связи с упразднением округа — в составе Воскресенского района Московской области.
До муниципальной реформы 2006 года Ильино входило в состав Елкинского сельского округа Воскресенского района.

## Население
В 1926 году в деревне проживало 225 человек (103 мужчины, 122 женщины), насчитывалось 48 хозяйств, из которых 47 было крестьянских. По переписи 2002 года — 57 человек (26 мужчин, 31 женщина).
| 1926 | 2002 | 2010 |
| ---- | ---- | ---- |
| 225  | ↘57  | ↘49  |